# يوسف الحنيطي
يوسف أحمد الحنيطي (مواليد 2 مارس 1959) هو عسكري أردني يحمل رتبة لواء في الجيش الأردني، يشغل حالياً منصب رئيس هيئة الأركان المشتركة للقوات المسلحة الأردنية. تم تعيين الحنيطي في هذا المنصب في 24 تموز 2019 خلفاً لمحمود فريحات. كان قبل ذلك قائداً لسلاح الجو الملكي الأردني منذ سنة 2016، ويعتبر الحنيطي أول رئيس أركان قادم من سلاح الجو في الأردن.

## مسيرته
بدأ الحنيطي مسيرته في سلاح الجو الملكي الأردني كمرشح في كلية الملك حسين الجوية سنة 1978، ثم أصبح طياراً في السرب 17 في قاعدة الأمير الحسن الجوية سنة 1981، ثم طياراً في السرب 9 في قاعدة الملك فيصل بن عبد العزيز الجوية سنة 1982، ليصبح عام 1983 طياراً مقاتلاً، وأصبح مدرباً سنة 1989. تمت ترقية الحنيطي قائداً للسرب السادس قاعدة الأمير حسن الجوية سنة 1997، ثم رئيساً لشعبة العمليات والخطط سنة 2003، ثم قائد جناح الطيران في قاعدة موفق السلطي الجوية في الفترة (2008 - 2010)، وكان آمر كلية الملك حسين الجوية في الفترة (2010 - 2012).
أصبح مشرفاً على عمليات التدريب الجوي بشكل عام في الأردن سنة 2012، ليتم ترقيته بعدها إلى مدير العمليات الجوية في الفترة (2013 - 2015)، أخيراً وصل إلى منصب مساعد قائد سلاح الجو الملكي للعمليات والدفاع الجوي في 9 يوليو 2015، ثم قائداً لسلاح الجو الملكي الأردني في 22 ديسمبر 2016، بقي في هذا المنصب حتى تم تعيينه رئيس هيئة الأركان المشتركة وهو أعلى منصب عسكري في الأردن في 24 يوليو 2019.